# Чэнь Миньэр
Чэнь Миньэ́р (кит. упр. 陈敏尔, пиньинь Chén Mǐn'ěr; род. 29 сентября 1960, Чжуцзи, Чжэцзян) — китайский политик, член Политбюро ЦК КПК (с 2017), секретарь горкома КПК Тяньцзина с 8 декабря 2022 года.
Ранее глава Чунцинского горкома КПК (2017—2022), глава парткома КПК пров. Гуйчжоу с 2015 года и пред. её ПК СНП, до этого с 2012 г. её губернатор. Еще ранее работал в родной провинции.
Член КПК с 1982 года, член ЦК КПК 18 созыва (кандидат 17 созыва), член Политбюро ЦК КПК 19-го созыва.

## Биография
По национальности ханец.
В 1978-81 гг. учился в Шаосинском педагогическом институте по специальности «Китайский язык и литература». Также окончил Центральную партийную школу КПК и имеет степень магистра права.
Трудовую деятельность начал в 1981 году. Член КПК с сентября 1982 года.
В 2001—2007 гг. глава отдела пропаганды парткома пров. Чжэцзян. В 2002—2007 гг. партком провинции возглавлял Си Цзиньпин, будущий верховный лидер КНР. С середины же нулевых Чэня указывает как протеже Си китаевед А. Габуев.
В 2007—2012 гг. вице-губернатор пров. Чжэцзян.
С дек. 2012 года заместитель — и. о. губернатора пров. Гуйчжоу, и в янв. 2013 года избран губернатором провинции.
С июля 2015 года глава парткома провинции Гуйчжоу (Юго-Западный Китай) и председатель её Постоянного комитета СНП.
Считался вероятным кандидатом на попадание в Политбюро ЦК КПК в 2017 году, что и произошло (высказывались даже предположения, что он мог попасть сразу в постоянный комитет Политбюро).
Отмечают его близость к Си Цзиньпину, потенциальным преемником которого его даже называют. Как отмечается, Чэнь «заручился особым расположением Си Цзиньпина в годы совместной работы в провинции Чжэцзян».
The Diplomat констатировалось, что «яркие перспективы» Чэня «осторожные наблюдатели» отмечали уже с 2015 года.
В газете «Коммерсантъ» в 2017 году он назывался «наиболее интересной фигурой» в так называемой «новой чжэцзянской армии» (New Zhijiang Army) протеже Си Цзиньпина.
Ожидалось его попадание в Постоянный комитет Политбюро ЦК КПК в 2022 году (как протеже Си Цзиньпина), чего, однако, не произошло.
Переизбран в Политбюро ЦК КПК 20-го созыва в октябре 2022 года.
8 декабря 2022 года решением Центрального Комитета Компартии Китая назначен секретарём (главой) Тяньцзинского горкома КПК.